# Slovenii din Ungaria
Slovenii din Ungaria (În maghiară Magyarországi szlovének) sunt un grup minoritar din Ungaria. Conform recensământului din 2001, în jur de 5.000 de persoane adică 0,05% din populația Ungariei s-au declarat de etnie slovenă.

## Istorie
Slovenii sunt locuitori autohtoni ai regiunii istorice Prekmurje care a făcut parte din Regatul Ungariei. Dialectul lor s-a diferențiat puternic de restul slovenilor datorită unei puternice influențe maghiare. După Primul Război Mondial și Tratatul de la Trianon regiunea Prekmurje ce era la acea vreme locuită în proporție egală de maghiari și sloveni s-a alipit Iugoslaviei. După Invadarea Iugoslaviei Prekmurje a revenit Ungariei Horthyste până la sfârșitul războiului. Mulți maghiari și sloveni au rămas în afara graniței post-trianonice. Cu timpul o parte a slovenilor a părăsit comitatul Vas, stabilindu-se în marile orașe ale Ungariei.

## Demografie
- Cca. 3.000 de sloveni concentrați în comitatul Vas în jurul graniței cu Slovenia.
- Și în jur de 2.000 de sloveni locuiesc în Budapesta și alte orașe ale țării.
- În prezent slovenii nu sunt majoritari în nicio localitate din Ungaria, însă sunt o minoritate importantă în localitățile: Apátistvánfalva(39.73%), Orfalu(33.33%), Felsőszölnök(46.13%), Kétvölgy(42.37%) și Szakonyfalu(30.02%).

## Limbă

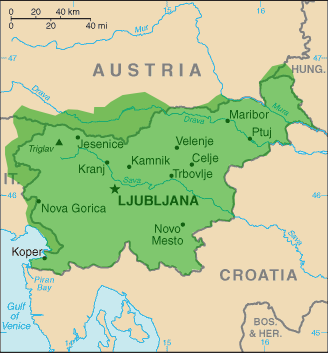
Harta distribuirii limbii Slovene

Slovenii din Ungaria pot fi considerați bilingvi deoarece vorbesc atât limba maghiară cât și Limba slovenă. Ei vorbesc același dialect pe care îl vorbesc slovenii din Prekmurje la care se adaugă o influență maghiară foarte puternică.
- Limba slovenă este una dintre cele 6 limbi minoritare recunoscute din Ungaria.

În Ungaria există un liceu cu predare în limba slovenă.

## Religie
Spre deosebire de Slovenii din Prekmurje care sunt Luterani, cei din Ungaria sunt aproape în întregime Romano-Catolici.

## Personalități
- József Kossics (1788-1867)
- Ágoston Pável (1886-1946)
- Károly Doncsecz (1918-2002)
- Antal Rogán (1972-)
- Tibor Gécsek (1964-)